# Nabor y Félix
Santos Nabor y Félix fueron mártires durante el reinado del emperador Diocleciano en 303. La creencia establece que sus reliquias se encuentran en una tumba en Milán.

## Veneración
En los escritos apócrifos "Actos de los Santos Nabor y Félix" (que fueron imitados por escritos de otros santos como San Firme y San Rústico), eran soldados romanos de Mauretania Caesariensis sirviendo en tiempos del emperador Maximiano. Fueron condenados en Milán y ejecutados a la decapitación en Laus Pompeia.
San Ambrosio trasladó las reliquias desde el lugar donde fueron ejecutados hasta el interior de los muros de Milán. Una iglesia fue construido sobre la nueva tumba de los santos, con recuerda Paulino de Milán en la biografía de San Ambrosio. La tradición establece que Sabina de Milán murió mientras rezaba ante la tumba de Nabor y Félix. 
Cuando el emperador Federico Barbarroja capturó Milán en 1158, dio las reqliuias de los santos al arzobispo de Colonia Reinaldo de Dassel, que los llevó a su sede episcopal. Las reliquias fueron situadas juntas en una capilla de la Catedral de Colonia. Nabor y Félix fueron representados en 1181 "Relicario de los Tres Reyes Magos" de Nicolás de Verdún en la catedral de Colonia.

## Festividad
El calendario católico reconoce a Nabor y Félix en la lista del martirologio cristiano en la fecha del 12 de julio. Se encuentran incluidos en el santoral desde el siglo XII. Su festividad se le dio el rango de "Simple". Fue reducido a una conmemoración sin el gentío de San Juan Gualberto, cuando su festividad se le añadió en 1595. En 1969 su fiesta fue retirado de este calendario, pero de acuerdo con las nuevas reglas dadas en el Misal Romano del mismo año, ahora se puede celebrar en todas partes con su propia misa en su día de fiesta, a menos que en alguna localidad una celebración obligatoria se asigna a ese día.

## Las Islas Desventuradas
Las Islas Desventuradas, San Félix y San Ambrosio, fueron vistos por Juan Fernández en 1574. Pedro Sarmiento de Gamboa escribió en 1579 que "se les llama ahora después de San Félix y San Ambor (es decir, San Félix y San Nabor)." Sin embargo, debido a la corrupción lingüística, el nombre del mártir Ambor (Nabor) se confundió con el del más famoso obispo de Milán San Ambrosio (San Ambrosio).